# Marathon van Hongkong 2008
De marathon van Hongkong 2008 (ook wel Standard Chartered Hong Kong International) vond plaats op zondag 17 februari 2008 in Hongkong. 
De wedstrijd bij de mannen werd gewonnen door de Japanner Koichiro Fukuoka in 2:16.50. Hij had hiermee een ruime minuut voorsprong op zijn achtervolger Cyprian Kiogara uit Kenia, die in 2:18.03 over de streep kwam. Bij de vrouwen was Kum-Ok Kim uit Noord-Korea het snelste en finishte in 2:36.43.
In totaal namen er 4618 marathonlopers deel aan de wedstrijd, waarvan 4145 mannen en 473 vrouwen.

## Uitslagen

### Mannen
| rang   | naam             | land | tijd    |
| ------ | ---------------- | ---- | ------- |
| Goud   | Koichiro Fukuoka | JPN  | 2:16.50 |
| Zilver | Cyprian Kiogara  | KEN  | 2:18.03 |
| Brons  | Phillip Bandawe  | ZIM  | 2:18.21 |
| 4      | Paulo Sumawe     | TAN  | 2:19.52 |
| 5      | Ser-Od Bat-Ochir | MGL  | 2:20.18 |
| 6      | Alex Malinga     | UGA  | 2:20.58 |
| 7      | John Tubei       | KEN  | 2:21.07 |
| 8      | Richard Bwalya   | ZAM  | 2:21.44 |
| 9      | Valeriy Pisarev  | KGZ  | 2:21.45 |
| 10     | Pong Hyok Ryo    | KOR  | 2:22.09 |

### Vrouwen
| rang   | naam              | land | tijd    |
| ------ | ----------------- | ---- | ------- |
| Goud   | Kum-Ok Kim        | PRK  | 2:36.43 |
| Zilver | Yong-Ok Jong      | PRK  | 2:36.43 |
| Brons  | Mika Hikichi      | JPN  | 2:36.50 |
| 4      | Anne Kosgei       | KEN  | 2:41.09 |
| 5      | Fabiola William   | TAN  | 2:43.36 |
| 6      | Sunisa Sailomyen  | THA  | 2:48.48 |
| 7      | Elizabeth Estéves | BRA  | 2:49.04 |
| 8      | Junko Suzuki      | JPN  | 2:49.53 |
| 9      | Lulia Fernias     | KAZ  | 2:50.15 |
| 10     | Wen-Rong Zheng    | CHN  | 2:51.39 |

1997 ·
1998 ·
1999 ·
2000 ·
2001 ·
2002 ·
2003 ·
2004 ·
2005 ·
2006 ·
2007 ·
2008 ·
2009 ·
2010 ·
2011 ·
2012 ·
2013 · 
2014 ·
2015 ·
2016 ·
2017 ·
2018 ·
2019 ·
2020 · 
2021 ·
2022 ·
2023 ·
2024